# GABRG2
Receptor gama-aminobuterne kiseline, podjedinica gama-2 je protein koji je kod ljudi kodiran  genom.
Gama-aminobuterna kiselina (GABA) je inhibitorni neurotransmiter u mozgu, koji posreduje neuronsku inhibiciju vezivanjem za GABA receptore. Tip A GABA receptori su pentamerni hloridni kanali koji mogu da budu formirani od više genetičkih varijanti GABA(A) podjedinica. Ovaj gen kodira gama 2 podjedinicu GABA(A) receptora. Mutacije ovog gena su vezane za epilepsiju i febrilne konvulzije. Alternativno splajsovanje ovog gena proizvodi transkriptne varijante koje kodiraju različite izoforme.

## Interakcije
Pokazano je da GABRG2 formira interakcije sa GABARAP i dopaminskim receptorom D5.

## Literatura
- Moss SJ, Doherty CA, Huganir RL (1992). „Identification of the cAMP-dependent protein kinase and protein kinase C phosphorylation sites within the major intracellular domains of the beta 1, gamma 2S, and gamma 2L subunits of the gamma-aminobutyric acid type A receptor.”. J. Biol. Chem. 267 (20): 14470—6. PMID 1321150.
- Wilcox AS; Warrington JA; Gardiner K;  . (1992). „Human chromosomal localization of genes encoding the gamma 1 and gamma 2 subunits of the gamma-aminobutyric acid receptor indicates that members of this gene family are often clustered in the genome.”. Proc. Natl. Acad. Sci. U.S.A. 89 (13): 5857—61. PMC 49396 . PMID 1321425. doi:10.1073/pnas.89.13.5857.
- Pritchett DB; Sontheimer H; Shivers BD;  . (1989). „Importance of a novel GABAA receptor subunit for benzodiazepine pharmacology.”. Nature. 338 (6216): 582—5. PMID 2538761. doi:10.1038/338582a0.
- Russek SJ, Farb DH (1995). „Mapping of the beta 2 subunit gene (GABRB2) to microdissected human chromosome 5q34-q35 defines a gene cluster for the most abundant GABAA receptor isoform.”. Genomics. 23 (3): 528—33. PMID 7851879. doi:10.1006/geno.1994.1539.
- Kostrzewa M; Köhler A; Eppelt K;  . (1997). „Assignment of genes encoding GABAA receptor subunits alpha 1, alpha 6, beta 2, and gamma 2 to a YAC contig of 5q33.”. Eur. J. Hum. Genet. 4 (4): 199—204. PMID 8875185.
- Wang H; Bedford FK; Brandon NJ;  . (1999). „GABA(A)-receptor-associated protein links GABA(A) receptors and the cytoskeleton.”. Nature. 397 (6714): 69—72. PMID 9892355. doi:10.1038/16264.
- Bonnert TP; McKernan RM; Farrar S;  . (1999). „theta, a novel gamma-aminobutyric acid type A receptor subunit.”. Proc. Natl. Acad. Sci. U.S.A. 96 (17): 9891—6. PMC 22306 . PMID 10449790. doi:10.1073/pnas.96.17.9891.
- Liu F; Wan Q; Pristupa ZB;  . (2000). „Direct protein-protein coupling enables cross-talk between dopamine D5 and gamma-aminobutyric acid A receptors.”. Nature. 403 (6767): 274—80. PMID 10659839. doi:10.1038/35002014.
- Baulac S; Huberfeld G; Gourfinkel-An I;  . (2001). „First genetic evidence of GABA(A) receptor dysfunction in epilepsy: a mutation in the gamma2-subunit gene.”. Nat. Genet. 28 (1): 46—8. PMID 11326274. doi:10.1038/88254.
- Wallace RH; Marini C; Petrou S;  . (2001). „Mutant GABA(A) receptor gamma2-subunit in childhood absence epilepsy and febrile seizures.”. Nat. Genet. 28 (1): 49—52. PMID 11326275. doi:10.1038/88259.
- Jiang S; Yu J; Wang J;  . (2001). „Complete genomic sequence of 195 Kb of human DNA containing the gene GABRG2.”. DNA Seq. 11 (5): 373—82. PMID 11328646. doi:10.3109/10425170009033988.
- Harkin LA; Bowser DN; Dibbens LM;  . (2002). „Truncation of the GABA(A)-receptor gamma2 subunit in a family with generalized epilepsy with febrile seizures plus.”. Am. J. Hum. Genet. 70 (2): 530—6. PMC 384926 . PMID 11748509. doi:10.1086/338710.
- Nymann-Andersen J; Wang H; Chen L;  . (2002). „Subunit specificity and interaction domain between GABA(A) receptor-associated protein (GABARAP) and GABA(A) receptors.”. J. Neurochem. 80 (5): 815—23. PMID 11948245. doi:10.1046/j.0022-3042.2002.00762.x.
- Kananura C; Haug K; Sander T;  . (2002). „A splice-site mutation in GABRG2 associated with childhood absence epilepsy and febrile convulsions.”. Arch. Neurol. 59 (7): 1137—41. PMID 12117362. doi:10.1001/archneur.59.7.1137.
- Trudell J (2002). „Unique assignment of inter-subunit association in GABA(A) alpha 1 beta 3 gamma 2 receptors determined by molecular modeling.”. Biochim. Biophys. Acta. 1565 (1): 91—6. PMID 12225856. doi:10.1016/S0005-2736(02)00512-6.
- Nymann-Andersen J, Wang H, Olsen RW (2002). „Biochemical identification of the binding domain in the GABA(A) receptor-associated protein (GABARAP) mediating dimer formation.”. Neuropharmacology. 43 (4): 476—81. PMID 12367594. doi:10.1016/S0028-3908(02)00165-X.
- Sarto I, Wabnegger L, Dögl E, Sieghart W (2002). „Homologous sites of GABA(A) receptor alpha(1), beta(3) and gamma(2) subunits are important for assembly.”. Neuropharmacology. 43 (4): 482—91. PMID 12367595. doi:10.1016/S0028-3908(02)00160-0.
- Lu J; Chen Y; Zhang Y;  . (2002). „Mutation screen of the GABA(A) receptor gamma 2 subunit gene in Chinese patients with childhood absence epilepsy.”. Neurosci. Lett. 332 (2): 75—8. PMID 12384214. doi:10.1016/S0304-3940(02)00805-4.
- Strausberg RL; Feingold EA; Grouse LH;  . (2003). „Generation and initial analysis of more than 15,000 full-length human and mouse cDNA sequences.”. Proc. Natl. Acad. Sci. U.S.A. 99 (26): 16899—903. PMC 139241 . PMID 12477932. doi:10.1073/pnas.242603899.
- Wang J; Liu S; Haditsch U;  . (2003). „Interaction of calcineurin and type-A GABA receptor gamma 2 subunits produces long-term depression at CA1 inhibitory synapses.”. J. Neurosci. 23 (3): 826—36. PMID 12574411.